# Lực lượng Vũ trang Hoàng gia Brunei
Quân đội Brunei hay tên đầy đủ là Quân đội Hoàng gia Brunei (Angkatan Bersenjata Diraja Brunei) được thành lập ngày 21 tháng 5 năm 1961 với tên gọi Askar Melayu Brunei (Trung đoàn Brunei).Từ khi độc lập hoàn toàn (1-1-1984),Quân đội Hoàng gia Brunei đã phát triển dần dần lên và hiện nay bao gồm 3 lực lượng là lục quân,không quân và hải quân.Quân đội Brunei được cho là có quy mô nhỏ khoảng 7000 quân chính quy và không có quân dự bị . Hiện nay vẫn còn một số đơn vị của Quân đội Anh ở lại Brunei nhằm hỗ trợ và đào tạo Quân đội Brunei.

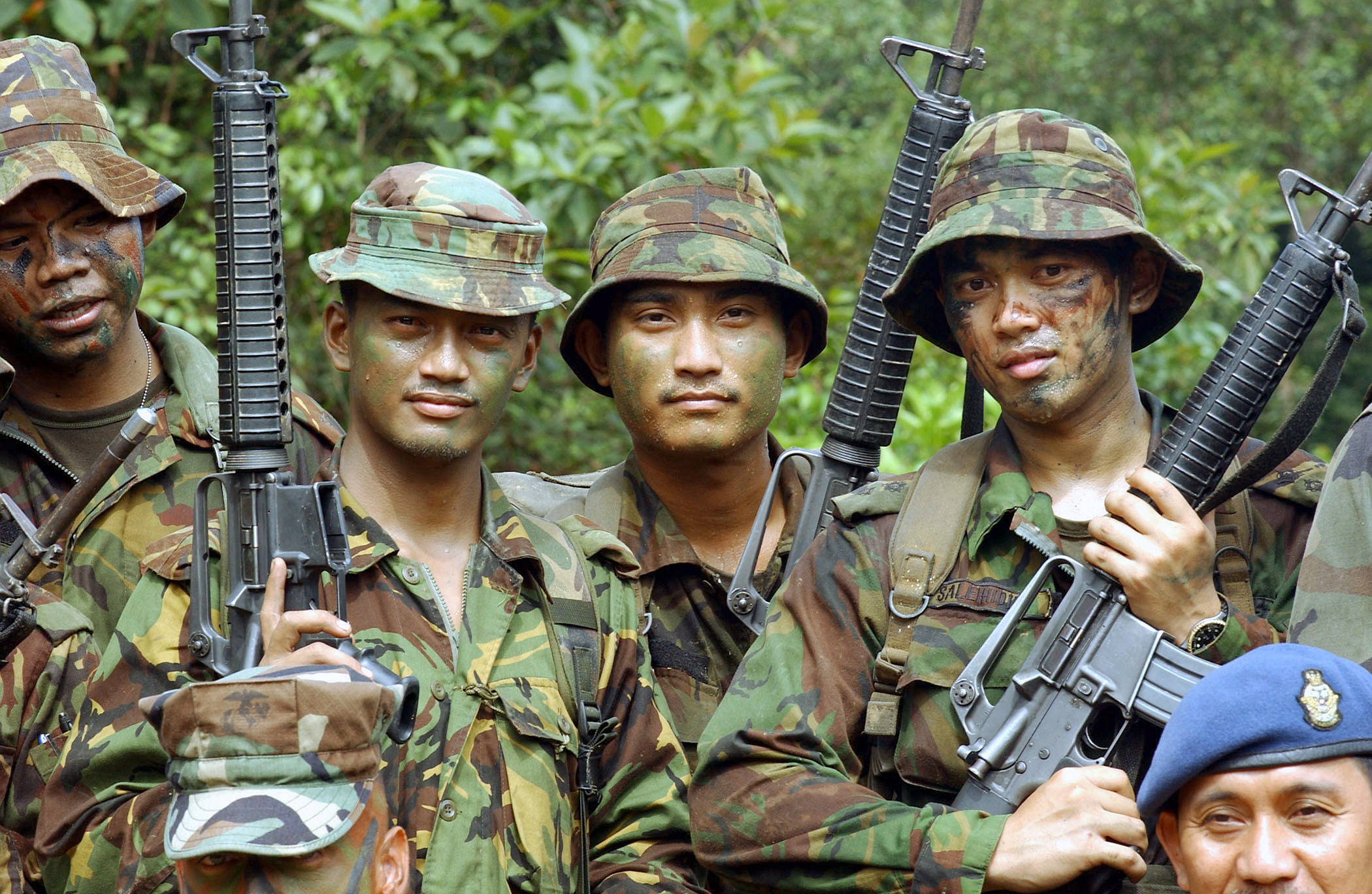
Lục quân hoàng gia Brunei năm 2002

## Lịch sử
Lục quân Brunei được thành lập ngày 21 tháng 5 năm 1961,là lực lượng đầu tiên của quân đội Brunei. Đơn vị này đầu tiên mang tên là Trung đoàn Brunei Mã Lai.Ban đầu chỉ có 60 người,đóng quân và huấn luyện tại căn cứ Port Dickson thuộc Malaya.Sau này, đơn vị được di chuyển tới đất Brunei ngày nay và tăng thêm lực lượng chiến đấu trên thuyền và lực lượng chiến đấu đường không.Tất cả đều chung một bộ máy quản lý.
Năm 1972, Quân đội Brunei được phân ra thành 3 lực lượng cụ thể là không quân, lục quân và hải quân (không quân và hải quân đã thành lập và hoạt động trên quy mô nhỏ từ năm 1965). Các đơn vị bộ binh được chuyển thành tiểu đoàn 1 gồm 5 đơn vị súng trường.3 năm sau, năm 1975, tiểu đoàn bộ binh thứ 2 mang tên tiểu đoàn 2 được thành lập trên cơ sở hợp nhất đại đội E và B của tiểu đoàn 1.
Năm 1984, Brunei giành độc lập hoàn toàn từ Anh.Trung đoàn Hoàng gia Brunei chính thức đổi tên thành lực lượng Lục quân Hoàng gia Brunei.Là thành phần của lực lượng vũ trang Brunei lớn hơn.
Năm 1990,tiểu đoàn hỗ trợ được thành lập bao gồm 1 trung đội xe bọc thép trinh sát, 1 trung đội phòng không, 1 trung đội kỹ sư chiến đấu cùng các lực lượng quản trị hậu cần.
Năm 1994,tiểu đoàn 3 Lục quân Hoàng gia Brunei được thành lập dựa trên thành viên từ Trung đội D và F của tiểu đoàn 1 và tiểu đoàn 2 chuyển sang.
Cũng có một số đơn vị đặc nhiệm.
Hiện nay Quân đội Hoàng gia Brunei chỉ có 7000 quân chính quy và không có lực lượng dự bị cũng như nghĩa vụ, Lục quân là lực lượng có quân số lớn nhất. Chỉ có công dân Brunei thuộc tộc người Mã Lai mới được tham gia Quân đội. Vương quốc Brunei không thì hành nghĩa vụ quân sự với bất cứ 1 ai, việc tham gia quân đội là tình nguyện.
[|Quân đội Hoàng gia Brueni (wikipedia Tiếng Anh)]

## Tổ chức và trang bị
Trang bị hiện nay của Quân đội Brunei được cho là ít, yếu kém và lạc hậu. Xe tăng, Xe thiết giáp đa số là cũ và nghèo nàn. Máy bay hay Trực thăng cũng ít. Chỉ có Hải quân được cho là lực lượng "khá khẩm" nhất về trang bị.

### Lục quân

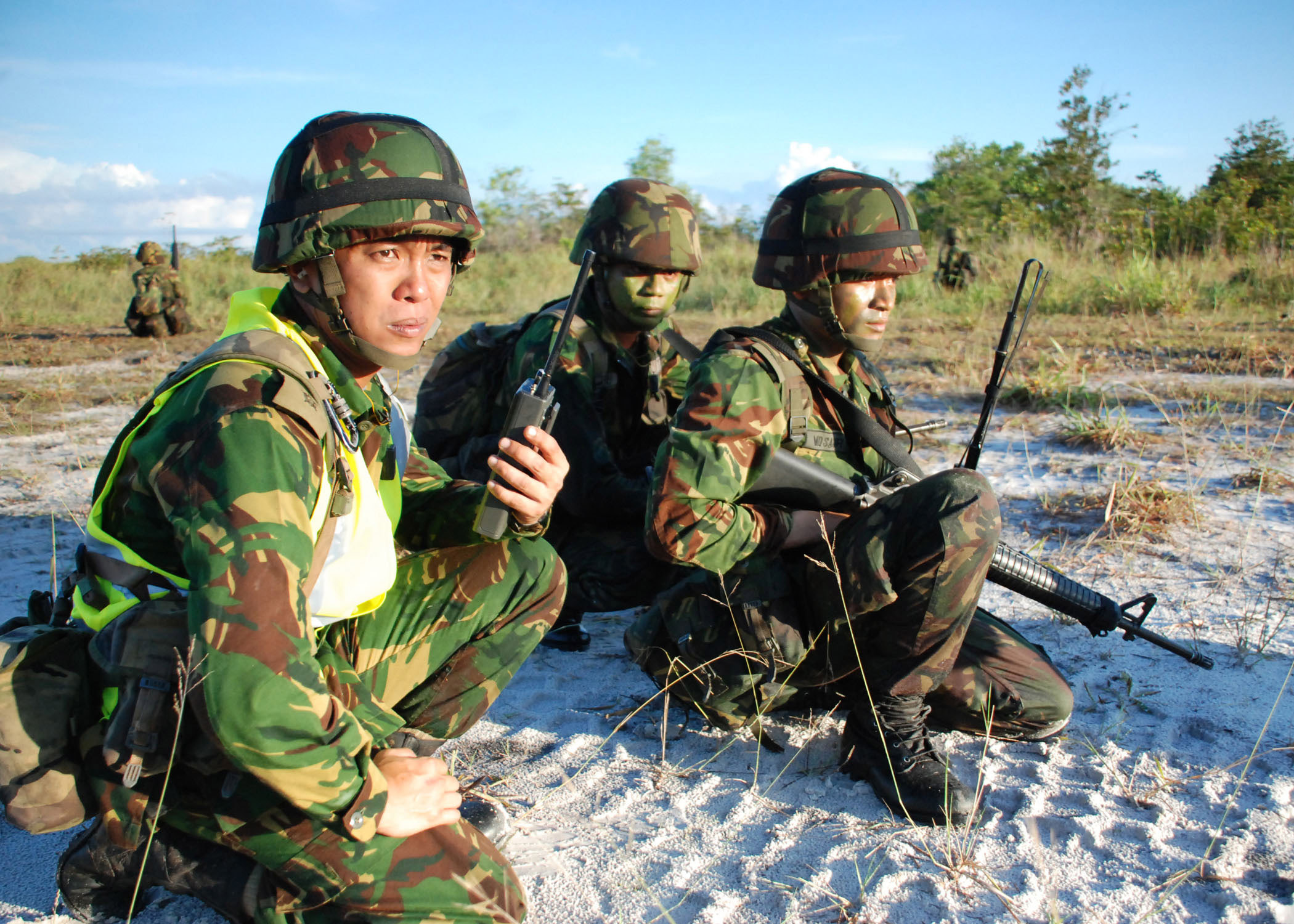
Lục quân Brunei tập trận

Hiện nay,Lục quân bao gồm 4 tiểu đoàn độc lập là tiểu đoàn 1,2,3 và tiểu đoàn hỗ trợ. Khí tài của lực lượng Lục quân bao gồm chủ yếu của Anh, Pháp, Mỹ và Châu Âu, cụ thể:
- Anh Quốc FV101 Scorpion Xe tăng hạng nhẹ (19 chiếc).
- Pháp VAB Xe bọc thép chở quân (26 chiếc)
- Liên Xô BMP-1 Xe chiến đấu bộ binh (15 chiếc)
- Anh Quốc Saxon Xe bọc thép hạng nhẹ (24 chiếc)
- Anh Quốc FV105 Xe bọc thép chở quân (2 chiếc)
- Anh Quốc FV106 Xe bọc thép chở quân (1 chiếc)
- Anh Quốc CAV-100 Xe bọc thép chở quân (2 chiếc)
- Anh Quốc L-118 Pháo hạng nhẹ (6 khẩu)
- Thụy Điển Bofors 40 mm Pháo tự động (6 khẩu)
- Anh Quốc L-16 Súng cối 81 mm.

Súng bộ binh thì chủ yếu là:
- Hoa Kỳ M16 Súng trường tấn công
- Singapore SAR-21 Súng trường tấn công
- Bỉ FN MAG Súng máy
- Anh Quốc Sterling MK-4 Súng tiểu liên (trang bị cho lực lượng đặc biệt) [3]

### Không quân
Không quân Hoàng gia Brunei được thành lập năm 1965 mang tên Trung đoàn Phi đội Hoàng gia Brunei Malay với nhiệm vụ là chở các bác sĩ tới vùng nông thôn, sử dụng 2 trực thăng S-55 Sikorsky nhưng lại do WHC (Công ty trực thăng thế giới) quản lý.
Năm 1967, đơn vị đổi tên thành đại đội trực thăng và nhận thêm được 5 chiếc Bell 206 JetRanger. Năm 1981, phi đội 2 được thành lập với 6 chiếc BO 105. Năm 1982, phi đội 3 được thành lập với một số chiếc SF260. Năm 1991, Không đoàn Lực lượng Vũ trang Hoàng gia Brunei chính thức ra đời và năm 1997 phi đoàn 4 ra đời với những chiếc S-70A nhận từ Hoa Kỳ. Năm 1997,phi đội năm cũng được thành lập và đây trở thành đơn vị đầu tiên trang bị máy bay của Không quân Hoàng gia Brunei với những chiếc CN-235. Năm 1999, phi đội 38 được thành lập, đây là 1 đơn vị phòng không và đơn vị đầu tiên của Brunei trang bị tên lửa đất đối không Mistral.
Không quân Hoàng gia Brunei chỉ đảm nhiệm các nhiệm vụ hỗ trợ bộ binh, vận tải, vận chuyển hàng hóa-thương binh. Chủ yếu là trực thăng và máy bay vận tải, chưa có các đơn vị tiêm kích, cường kích hay ném bom...
9 S-70B (UH-60M) đang đặt hàng ở thời điểm năm 2007. Một số sẽ trang bị cho Hải quân.
Hiện nay, Brunei đang có kế hoạch mua các máy bay chiến đấu hoặc máy bay cánh cố định từ tập đoàn BAE của Anh, cụ thể là máy bay huấn luyện HAW nhưng kế hoạch này lại đang bị trì hoãn.

### Hải quân
Xem thêm Hải quân Hoàng gia Brunei

Hải quân Hoàng gia Brunei được thành lập ngày 14 tháng 6 năm 1965. Năm 1977, Hải quân Brunei nhận được những chiến hạm đầu tiên - tàu cao tốc tên lửa lớp Waspada của Singapore. Tàu dài 37 m, nặng 206 tấn và di chuyển với tốc độ 32 hải lý (59 km/h), mỗi tàu có 4 sĩ quan và 20 thủy thủ được trang bị tên lửa chống hạm Exocet 38.
Năm 2011, Hải quân Hoàng gia Brunei đã nhận 3 tàu tuần tra cỡ lớn lớp Darussalam dài 80 m và dự kiến chúng sẽ được dùng để thay thế cho các tàu lớp Waspada.
Trước đó, Brunei đã từng đặt Công ty BAE Systems của Anh 3 tàu hộ tống nhỏ lớp Nakhoda Ragam. Nhưng cuối cùng họ lại hủy bỏ hợp đồng với lý do "không đạt được các tiêu chí kỹ thuật". Cuối cùng, Brunei phải bồi thường cho BAE tại tòa án Quốc tế 1,71 tỉ USD tháng 6 năm 2006.
Tàu hộ vệ lớp Nakhoda Ragam có chiều dài 95 m. Sử dụng hệ thống tên lửa đối hạm MBDA Exocet MM-40 Block II đời mới, radar chủ động, tầm bắn 70 km, tốc độ tên lửa cận âm (0,9 Mach). Ngoài ra, tàu còn có hệ thống 16 ống tên lửa đất đối không MBDA Seawolf (sói biển) có tầm bắn 6 km, trần bay 3000 m và tốc độ siêu âm 2,5 Mach. Hệ thống điện tử Thales Sensor Cutlass 242, radar gây nhiễu Scorpion.... Đuôi tàu còn có một sân nhỏ rộng 285 m² làm chỗ để cho trực thăng S-70B Seahawk (phiên bản xuất khẩu của UH-60 Black Hawk).
Nakhoda Ragam được cho là loại tàu có sức mạnh tương đương với bất kỳ loại tàu nào của Malaysia, nó sẽ giúp Brunei có lợi thế cân bằng hơn trên biển nhưng nó lại cần tới gần 600 thủy thủ để hoạt động trong khi quy mô của Hải quân Hoàng gia Brunei chỉ có khoảng hơn 1000 người. Thứ hai nữa là Nakhoda Ragam sẽ trở thành một yếu tố khiêu khích, dễ kích động chiến tranh.
Cuối cùng, Brunei vẫn quyết định mua các tàu lớp Nakhoda Ragam nhằm bảo vệ các quyền lợi của mình trên biển và vùng bờ biển chỉ dài vỏn vẹn có "hơn 100km" trước các tranh chấp với Malaysia, Indonesia và (có thể) Trung Quốc (tại quần đảo Trường Sa).

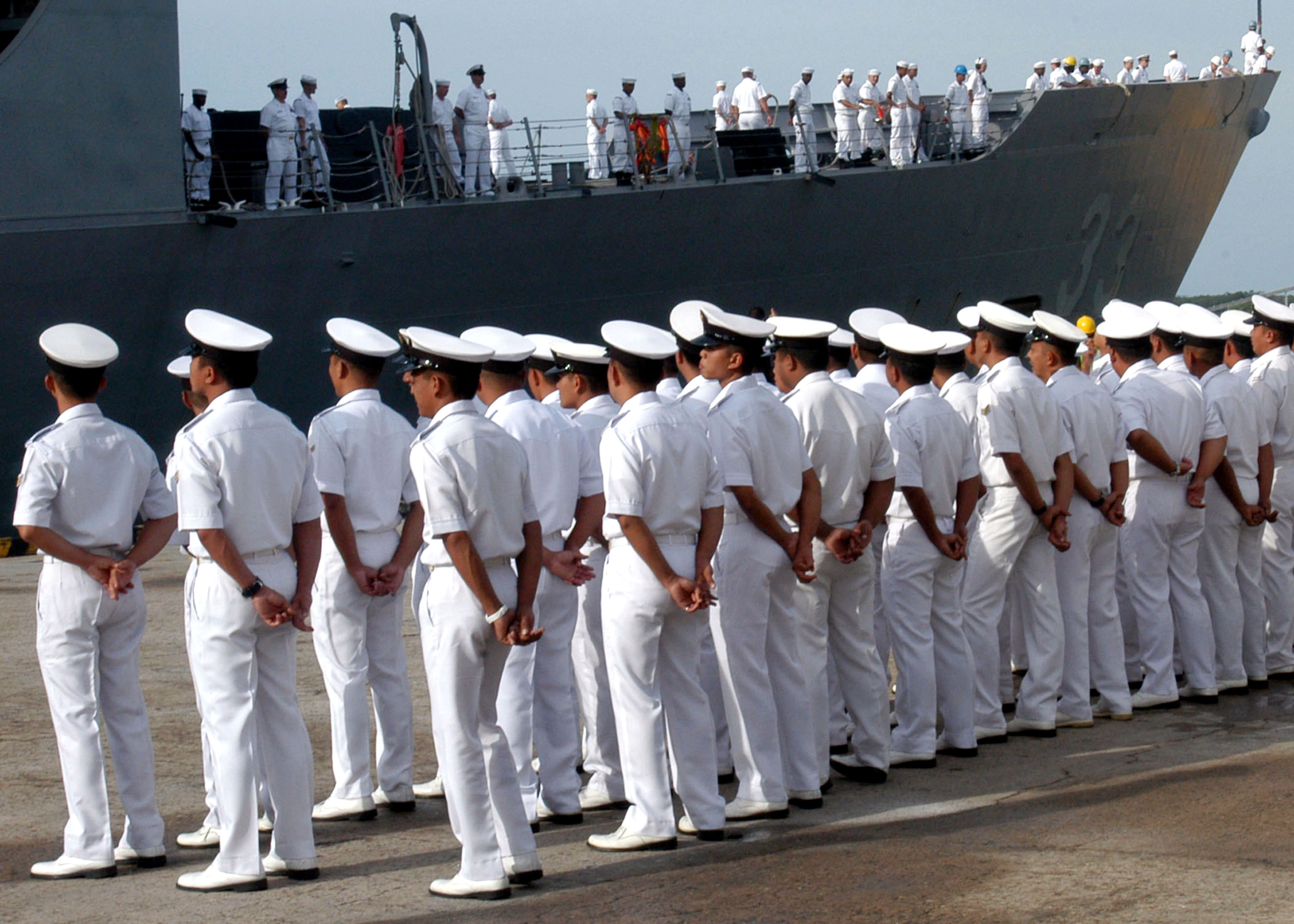
Hải quân Hoàng gia Brunei

Danh sách trang bị hiện nay của Hải quân Brunei là:
54 tàu chiến, bao gồm:
- 3 tàu hộ tống F2000
- 3 tàu tuần tra lớp Waspada
- 3 tàu tuần tra lớp Perwira
- 2 tàu đổ bộ Warfare Craft
- 17 tàu tuần tra nhỏ
- 1 tàu hỗ trợ
- 23 tàu tuần tra của cảnh sát biển [1]